# John Nolan (Schauspieler, 1933)
John F. Nolan (* 30. April 1933 in New York City, New York; † 7. April 2000 in Los Angeles, Kalifornien) war ein US-amerikanischer Schauspieler.

## Leben und Karriere
Nolan wurde im Stadtbezirk Brooklyn in New York City geboren. Nach der Schule studierte er Schauspiel am American Theatre Wing.
Er begann seine Karriere im Theater. Als Mitglied des John Cassavetes Workshop in New York City wirkte er in mehreren Bühnenproduktionen mit, beispielsweise im Musical Guys and Dolls und My Sister Eileen.
1957 zog er nach Hollywood, wo er ab 1958 in Gast- und Nebenrollen zu sehen war. Erste Auftritte vor der Kamera hatte er in dem Film Wilde Jagd und in der Fernsehserie Peter Gunn; es folgten Auftritte in zahlreichen Filmen und Fernsehserien.
Er wirkte unter anderem in Jack Webbs –30–, Der Held der Etappe, Ein Froschmann an der Angel, Airport, Wo, bitte, geht’s zur Front? und in Steven Spielbergs Das Haus des Bösen aus dem Jahr 1972 mit. In den 1960er und 1970er Jahren hatte Nolan zudem zahlreiche Gastrollen in Fernsehserien wie McHale’s Navy, Adam-12, Drei Mädchen und drei Jungen oder Dr. med. Marcus Welby.
Einem breiten Publikum wurde er in der wiederkehrenden Rolle des Barkeepers John in der Kriminalserie Quincy bekannt, die er in 90 Folgen zwischen 1977 und 1983 verkörperte. Zuletzt war er 1984 vor der Kamera in einer Folge der Fernsehserie Simon & Simon zu sehen.
Im Jahr 1981 heiratete er seine Frau Nancy, mit der er bis zu seinem Tod verheiratet war.
Nolan verstarb im Alter von 66 Jahren.

## Filmografie (Auswahl)

### Film
- 1958: Wilde Jagd
- 1959: –30– (auch: Deadline Midnight)
- 1961: Der Held der Etappe
- 1967: Ein Froschmann an der Angel
- 1969: Jerry, der Herzpatient
- 1970: Airport
- 1970: Wo, bitte, geht’s zur Front?
- 1972: Das Haus des Bösen (Fernsehfilm)

### Fernsehserien
- 1958: Peter Gunn
- 1957–1958: Dragnet
- 1959: The D.A.’s Man
- 1961: Es geschah in den Zwanzigern
- 1963: The Eleventh Hour
- 1963: McHale’s Navy
- 1962–1963: Sam Benedict
- 1966: F Troop
- 1967–1970: Polizeibericht
- 1971: O’Hara, U.S. Treasury
- 1973: Love Story
- 1973: Kojak – Einsatz in Manhattan
- 1974: Drei Mädchen und drei Jungen
- 1968–1974: Adam-12
- 1974: Hec Ramsey
- 1971–1975: Dr. med. Marcus Welby
- 1975: Notruf California
- 1980: Fantasy Island
- 1977–1983: Quincy
- 1983–1984: Simon & Simon

## Theater (Auswahl)
- Guys and Dolls (John Cassavetes Workshop, New York City)
- My Sister Eileen (John Cassavetes Workshop, New York City)